# Mecistocephalus flavus
Mecistocephalus flavus är en mångfotingart som beskrevs av Carl Graf Attems 1938. Mecistocephalus flavus ingår i släktet Mecistocephalus och familjen storhuvudjordkrypare.
Artens utbredningsområde är:
- Kambodja.
- Vietnam.

Inga underarter finns listade i Catalogue of Life.